# Calau-de-jackson
O calau-de-jackson ou calau-de-turcana (Tockus jacksoni) é uma espécie de calau da família Bucerotidae. 
Pode ser encontrada nos seguintes países: Quénia, Sudão e Uganda.